# Dioxid de azot
Dioxidul de azot este un compus chimic cu formula NO2. Fiind unul dintre oxizii azotului, NO2 este un intermediar în sinteza industrială a acidului azotic, milioane de tone sunt produse în fiecare an. Acest gaz toxic, roșu-brun are un miros caracteristic ascuțit și este un proeminent poluant al aerului. Dioxidul de azot este o moleculă paramagnetică. 

## Proprietăți
E un gaz mai greu decât aerul. La temperaturi peste 140°C este doar monomer, la temperaturi mai joase este parțial dimerizat la tetraoxid de azot iar culoarea spre incolor corespunzător nivelului de dimer care e de 100% la punctul de solidificare. Deplasarea echilibrului cu modificarea temperaturii se poate observa prin modificarea culorii.
În atmosferă de dioxid de azot pot arde metale (magneziu, zinc, cupru încălzite puternic, sodiu slab încălzit, potasiu la rece) și nemetale (carbon, sulf, fosfor).